# Sumpf-Wasserstern
Der Sumpf-Wasserstern (Callitriche palustris), auch Frühlings-Wasserstern genannt, ist eine Pflanzenart, die zur Gattung der Wassersterne (Callitriche) innerhalb der Familie der Wegerichgewächse (Plantaginaceae) gehört. Diese Sumpf- und Wasserpflanze ist auf der Nordhalbkugel weitverbreitet.

## Beschreibung

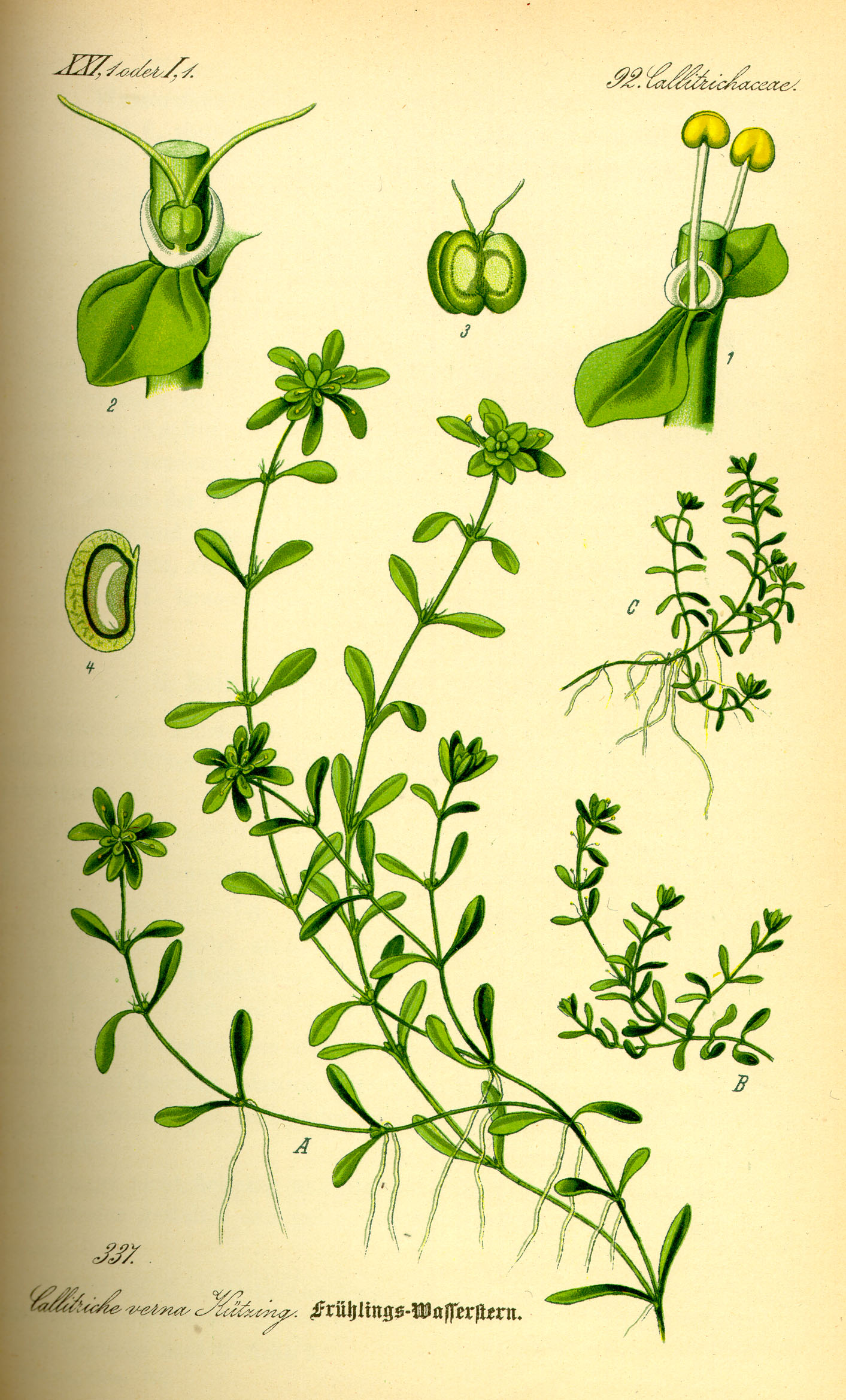
Illustration aus Otto Wilhelm Thomé: Flora von Deutschland, Österreich und der Schweiz, Gera 1885

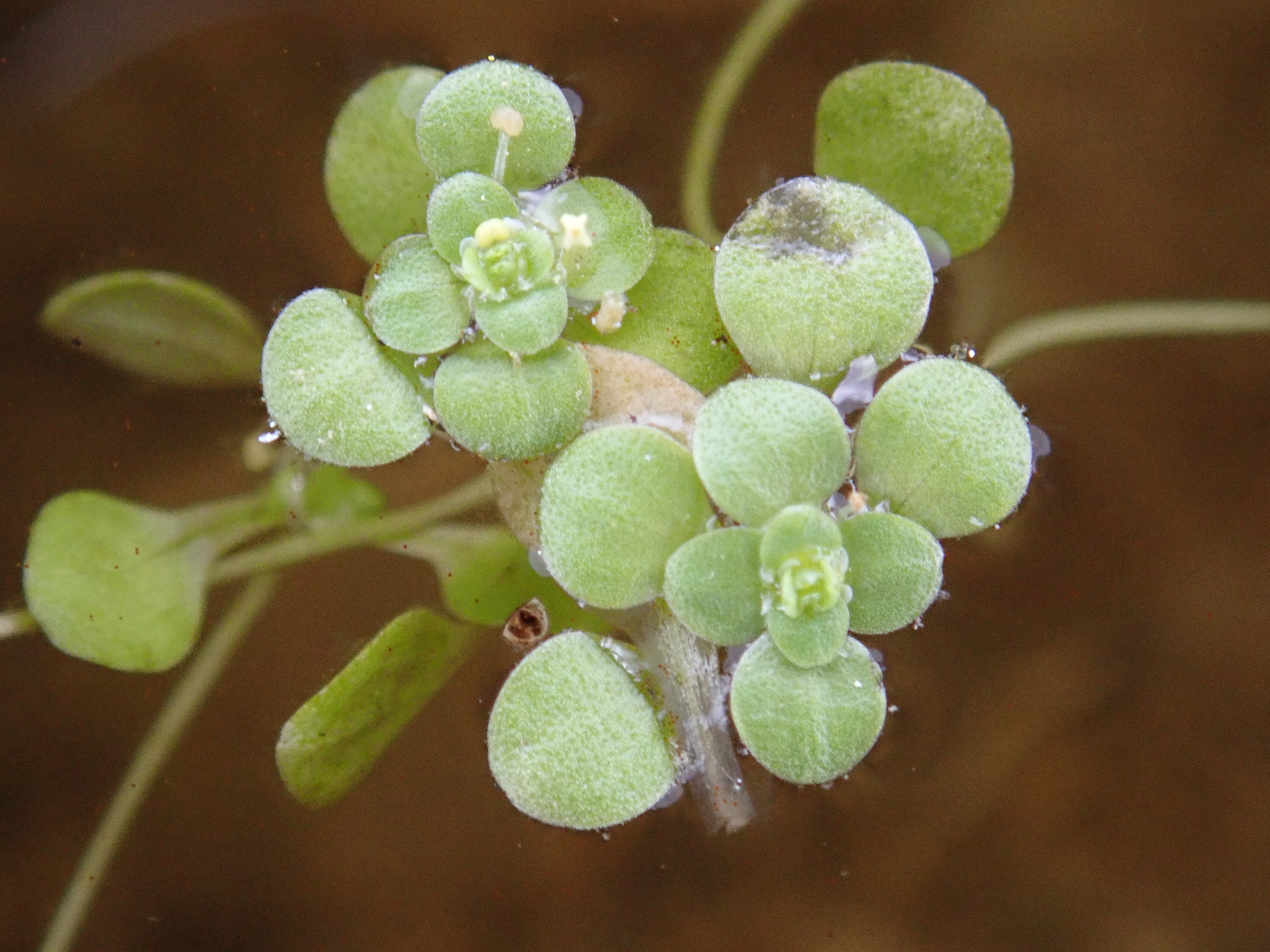
Schwimmblattrosetten mit Blüten

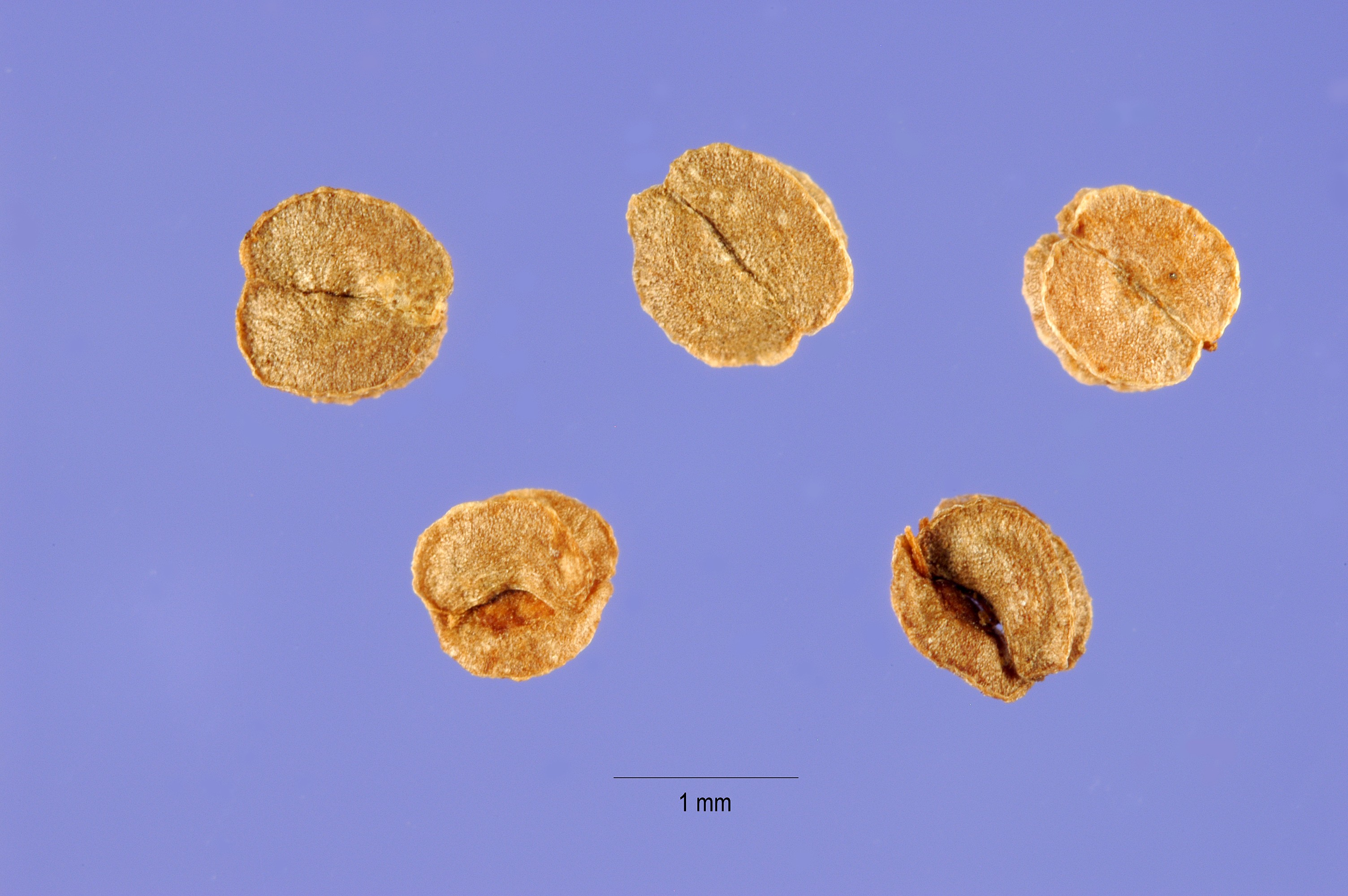
Klausen

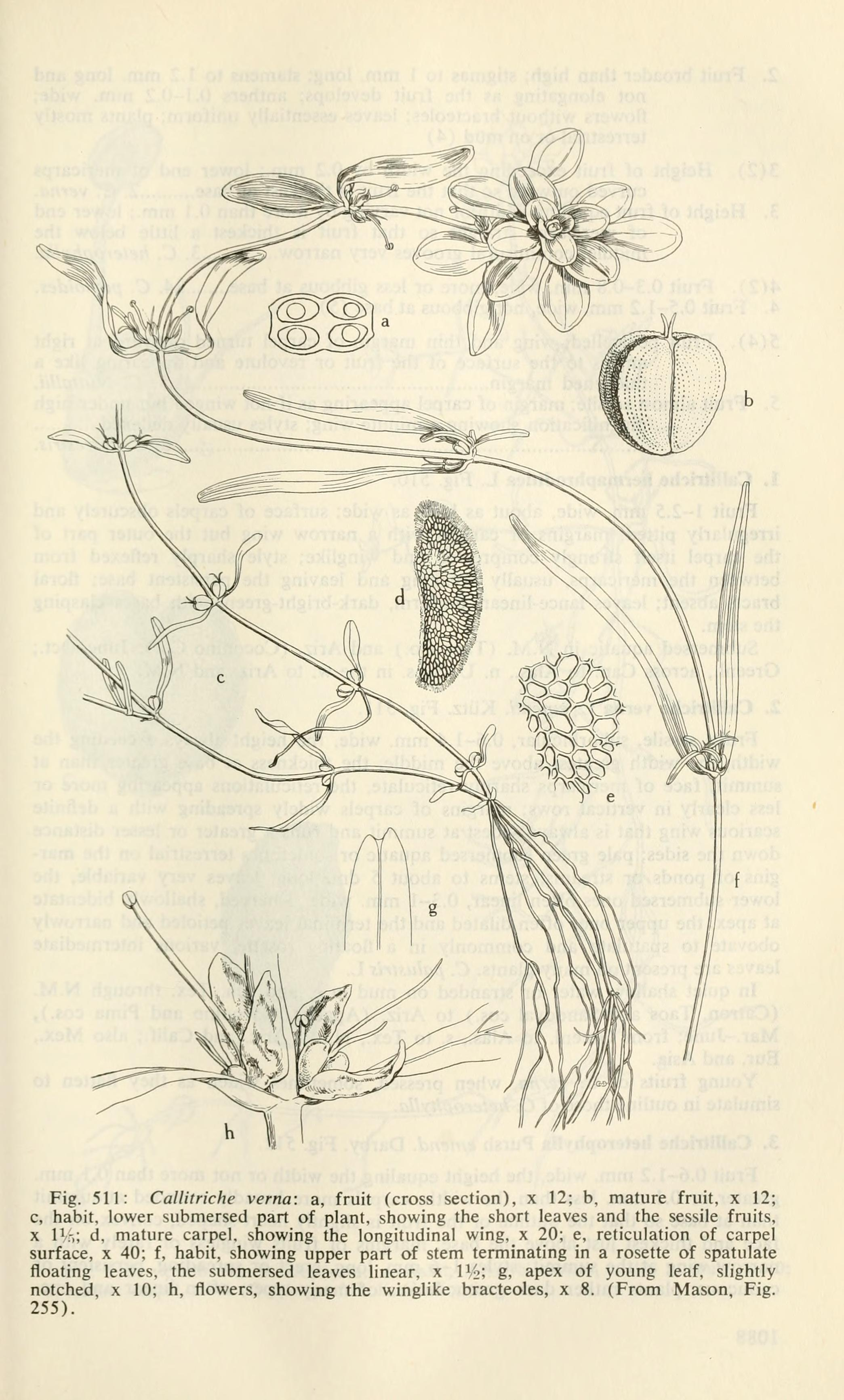
Illustration aus Aquatic and wetland plants of southwestern United States, 1972

### Vegetative Merkmale
Der Sumpf-Wasserstern wächst als einjährige bis überwinternd grüne, ausdauernde krautige Pflanze. An den  Pflanzenteilen, die die Wasseroberfläche erreichen, werden in sternförmigen Blattrosetten Schwimmblätter ausgebildet. Die Tauchblätter sind meist schmal-oval und unterscheiden sich kaum von den Landblättern.

### Generative Merkmale
Die Blütezeit reicht von April bis September. Die unscheinbaren Blüten sind relativ klein. Die Staubblätter haben eine Länge von nur etwa 5 Millimeter. Die Spalt- bzw. Bruchfrucht zerfällt in vier relativ kleine, steinartige Klausen. Die Klausen sind reif schwarz und zum Grund hin verschmälert und besitzen nur am oberen und unteren Rand Flügel. Die Vorblätter sind vergänglich oder fehlen sogar.
Die Chromosomenzahl beträgt 2n = 20.

## Ökologie
Beim Sumpf-Wasserstern handelt es sich um eine Art der aufgelassenen Schlammböden, die nur selten ins tiefere Wasser vordringt. Fließgewässer „meidet“ der Sumpf-Wasserstern. Es ist ein Schlammwurzler in Gewässern und kann rasenbildend sein. Sie ist amphibisch; sie ist sowohl untergetaucht im Wasser als auch auf feuchtem Boden lebensfähig. Als Wasserpflanze endet sie gewöhnlich mit einer schwimmenden Blattrosette. Spaltöffnungen fehlen an den Unterwasserblättern; an den Schwimmblättern sind sowohl oberseits als auch unterseits Spaltöffnungen vorhanden, an den Luftblättern nur unterseits. Eine vegetative Vermehrung erfolgt durch abgerissene Sprossteile.
Es erfolgt Windbestäubung oder bei Unterwasserblüten auch Wasserbestäubung; in diesem Fall steigt der Pollen zu den Narben an die Wasseroberfläche.
Die Klausen unterliegen der Schwimmausbreitung und mit Hilfe des Narbenrests auch der Klettausbreitung durch Wasservögel. Fruchtreife findet ab August statt.

## Vorkommen
Der Sumpf-Wasserstern kommt in weiten Teile Europas, Nordafrikas, des gemäßigten Asiens sowie in Nordamerika vor. In Teichen, Seen und Tümpeln wächst er meist bei Wasserständen bis etwa 30 Zentimetern. Typisch sind abgelassene Teiche oder nasse Fahrspuren im Wald. Er ist in Mitteleuropa eine Charakterart des Hottonietum palustris aus dem Verband Nymphaeion albae. Er kommt aber auch in anderen Pflanzengesellschaften des Verbands Nymphaeion oder der Klasse der Strandling-Gesellschaften (Littorelletea) vor. In den Allgäuer Alpen steigt er im Tiroler Teil auf der Mutte oberhalb Bernhardseck bei Elbigenalp bis zu einer Höhenlage von 2150 Metern auf. In Graubünden steigt er am Piz Corvatsch bis zu einer Höhenlage von 2650 Metern auf.
Die ökologischen Zeigerwerte nach Landolt et al. 2010 sind in der Schweiz: Feuchtezahl F = 5w+ (überschwemmt aber stark wechselnd), Lichtzahl L = 3 (halbschattig), Reaktionszahl R = 3 (schwach sauer bis neutral), Temperaturzahl T = 3 (montan), Nährstoffzahl N = 3 (mäßig nährstoffarm bis mäßig nährstoffreich), Kontinentalitätszahl K = 3 (subozeanisch bis subkontinental).